# November 30.
November 30. az év 334. (szökőévben 335.) napja a Gergely-naptár szerint. Az évből még 31 nap van hátra.
Névnapok: András, Andor + Amál, Amália, André, Bandó, Dormán, Endre, Tarján, Trajánusz, Tullió, Levin

## Fontosabb események
- 1215 – Rómában befejeződik a negyedik lateráni zsinat.
- 1406 – XII. Gergely pápa hivatalba lép.
- 1729 – Az országgyűlés kimondja, hogy minden év végével a törvénykezési iratok a vármegyei levéltárakban helyezendők el. Az eredeti iratokat itt megőrzik, azokról másolat készíthető, de az eredetit kiadni senkinek nem szabad.
- 1782 – Az Egyesült Államok és Anglia Párizsban aláírja az előzetes  békeszerződést, ezzel véget ér az amerikai függetlenségi háború. A valódi békeszerződést 1783. szeptember 3-án írták alá Versaillesban.
- 1872 – Lejátssza első hivatalos mérkőzését az angol labdarúgó-válogatott Skócia ellen, az eredmény 0–0-s döntetlen.
- 1886 – Párizsban megnyílik a Folies Bergère táncos mulató.
- 1927 – XI. Piusz pápa Serédi Jusztiniánt nevezi ki esztergomi érsekké.
- 1939 – A Szovjetunió megtámadja Finnországot. (Téli háború)
- 1944 – A visszavonuló német csapatok robbantással elvágják a lakihegyi adótorony tartóköteleit, aminek következtében a torony eldől és összetörik.
- 1947 – Szegeden fölszentelik a Honvéd téri református templomot.
- 1959 – Megkezdődik az MSZMP első kongresszusa (VII. kongresszus néven). A kongresszuson felszólal Hruscsov is.
- 1962 – U Thant burmai diplomatát megválasztják az ENSZ harmadik főtitkárának.
- 1963 – Budapesten átadják az első gyalogos aluljárót az Astoriánál.
- 1966 – Barbados függetlenné válik Nagy-Britanniától.
- 1967 – Dél-Jemen kikiáltja függetlenségét Nagy-Britanniától.
- 1974 – Donald Carl Johansen 3,18 millió éves előember csontvázat talált Etiópiában. Egy Beatles szám után Lucy névre keresztelték.
- 1979 – Angliában megjelenik a Pink Floyd lemeze, a The Wall.
- 1982 – A Magyar Televízió megkezdi a Képújság rendszeres kísérleti adását.
- 1989 – Alfred Herrhausent, a Deutsche Bank elnökét – autójába rejtett pokolgép felrobbantásával – meggyilkolja a RAF.
- 1990 – Hivatalosan is befejeződik a berlini fal bontása.
- 1992 – A finnugor népek első világkongresszusa az oroszországi Komi Köztársaság fővárosában, Sziktivkarban. (december 3-ig)
- 1996 – Az edinburghi várban elhelyezik a skót nemzeti szimbólumot, a Scone-i követ (Végzet Köve, vagy a Koronázókő).
- 1997 – Lemond Václav Klaus cseh miniszterelnök, helyére – ideiglenes jelleggel – a technokrata Josef Tosovsky, addigi jegybankelnök kerül.
- 1999 – Marrákesben, az UNESCO Világörökség Bizottságának ülésén a Hortobágyi Nemzeti Park egész területét felveszik a Világ Kulturális és Természeti Örökségének listájára.
- 2007 – Az AtlasJetair magán légitársaság – Isztambulból Ispartába tartó – gépe, 49 utassal és hétfős legénységével a fedélzetén lezuhan.

## Születések
- 1327 – András calabriai herceg, Károly Róbert magyar király fia, I. Johanna nápolyi királynő koronázott férje (consort) († 1345)
- 1340 – Jean de Berry, II. János francia király fia († 1416)
- 1466 – Andrea Doria genovai admirális, államférfi († 1560)
- 1508 – Andrea Palladio észak-itáliai reneszánsz építész († 1580)
- 1628 – Cseke István magyar jezsuita rendi tanár († 1679)
- 1667 – Jonathan Swift ír-angol szárm. író, a Gulliver szerzője († 1745)
- 1760 – Gergelyffi András orvos, botanikus († 1816)
- 1791 – Lamberg Ferenc Fülöp osztrák tábornok, politikus († 1848)
- 1796 – Carl Loewe német zeneszerző († 1869)
- 1810 – Oliver Fisher Winchester amerikai fegyver- és lőszergyáros, a Winchester-ismétlőpuska feltalálója († 1880)
- 1813 – Charles-Valentin Alkan francia zeneszerző, kora egyik legnagyobb zongoravirtuóza († 1888)
- 1817 – Theodor Mommsen Irodalmi Nobel-díjas német író, politikus († 1903)
- 1834 – Jósa András magyar orvos, a nyíregyházi kórház névadója († 1918)
- 1835 – Mark Twain amerikai író († 1910)
- 1843 – Kiss József magyar költő, A Hét című folyóirat főszerkesztője († 1921)
- 1847 – Hőgyes Endre magyar orvos († 1906)
- 1857 – Angyal Dávid történetíró, egyetemi tanár, az MTA tagja († 1943)
- 1867 – Vaszary János magyar festőművész, főiskolai tanár († 1937)
- 1868 – Gaál Gaszton magyar földbirtokos, politikus († 1932)
- 1874 – Lucy Maud Montgomery kanadai írónő († 1942)
- 1874 – Sir Winston Churchill brit államférfi, az Admiralitás első lordja, miniszterelnök († 1965)
- 1875 – Heim Pál magyar orvos, gyermekgyógyász, egyetemi tanár († 1929)
- 1878 – Márffy Ödön magyar festőművész, grafikus († 1959)
- 1885 – Maticska Jenő magyar festőművész († 1906)
- 1886 – Bíró Mihály magyar festőművész, grafikus, szobrász († 1948)
- 1889 – Edgar Douglas Adrian, Adrian első bárója, angol orvos, fiziológia Nobel-díjas (* 1977)
- 1892 – Károlyi Józsefné üzletasszony, színházigazgató, embermentő († 1964)
- 1897 – Király József katolikus pap, újságíró, lapkiadó, országgyűlési képviselő († 1960)
- 1900 – Dusóczky Andor orvos, az első magyar okleveles sportorvos († 1971)
- 1902 – Kovács Margit Kossuth-díjas szobrász, keramikus-művész († 1977)
- 1904 – Dienes András magyar író, Petőfi-kutató († 1962)
- 1909 – Darvas Szilárd magyar író, költő, humorista, kabarészerző, konferanszié († 1961)
- 1913 – Radó Vilmos magyar színész, rendező, színházigazgató, érdemes művész, a Kecskeméti Katona József Nemzeti Színház örökös tagja († 2001)
- 1914 – Charles Hawtrey (er. George Frederick Joffre Hartree) angol színész („Folytassa…” sorozat) († 1988)
- 1915 – Henry Taube Kémiai Nobel-díjas kanadai születésű amerikai kémikus († 2005)
- 1916 – Somogyvári Rudolf kétszeres Jászai Mari-díjas magyar színész († 1976)
- 1920 – Virginia Mayo amerikai színésznő († 2005)
- 1922 – Dergács Ferenc magyar közgazdász, miniszterhelyettes († 1981)
- 1928 – Kohut Magda kétszeres Jászai Mari-díjas magyar színésznő, érdemes és kiváló művész, a Nemzeti Színház örökös tagja († 2016)
- 1930 – Jacques Hamel francia pap, a 2016-os roueni terrortámadás mártírja († 2016)
- 1932 – Alex Blignaut dél-afrikai autóversenyző († 2001)
- 1935 – Trevor Blokdyk (John Trevor Blokdyk) dél-afrikai autóversenyző († 1995)
- 1935 – Csalog Zsolt magyar író, szociográfus, szociológus († 1997)
- 1935 – Woody Allen Oscar-díjas amerikai színész, filmrendező
- 1937 – Ridley Scott angol filmrendező
- 1942 – Cser Gábor magyar újságíró, lapszerkesztő, ifjúsági író, a Dörmögő Dömötör főszerkesztője. († 2018)
- 1943 – Terrence Malick amerikai filmrendező
- 1945 – Roger Glover walesi zenész, a Deep Purple basszusgitárosa
- 1946 – Éltes Kond magyar színész, festő († 2020)
- 1947 – Gáspár Imre magyar karikaturista, grafikus, tervezőszerkesztő, tipográfus, szaktanár († 2024)
- 1948 – Rudas István magyar színész († 2021)
- 1949 – Temesi Ferenc Kossuth-díjas magyar író
- 1952 – Mandy Patinkin amerikai színész, énekes
- 1955 – Billy Idol brit punk- és rockénekes, zeneszerző
- 1960 – Gary Lineker angol labdarúgó
- 1961 – Hidas Pál fizikus, az MTA Wigner FK RMI tudományos főmunkatársa († 2015)
- 1965 – Ben Stiller amerikai filmszínész, forgatókönyvíró, filmrendező és producer
- 1965 – Kecskeméti Gábor magyar irodalomtörténész
- 1966 – Mika Salo (Mika Juhani Salo) finn autóversenyző
- 1968 – Anca Boagiu román politikus, miniszter
- 1968 – Des'ree angol énekesnő
- 1971 – Szabó Palócz Attila vajdasági magyar író, költő, drámaíró, színművész, újságíró
- 1973 – Antal Nimród magyar filmrendező
- 1974 – Salamon Miklós magyar válogatott labdarúgó
- 1981 – Teddy Dunn amerikai színész
- 1981 – Iváncsik Gergő magyar kézilabdázó
- 1982 – Elisha Cuthbert, kanadai színésznő
- 1983 – Vlagyiszlav Poljakov kazah úszó
- 1986 – Lize-Mari Retief dél-afrikai úszónő
- 1985 – Kaley Cuoco amerikai színésznő
- 1988 – Éder Krisztián (SP) magyar rapper, énekes
- 1990 – Magnus Carlsen norvég sakkozó

## Halálozások
- 1016 – II. Edmund angol király (Vasbordájú) Anglia királya (* 988 vagy 993)
- 1204 – Imre magyar király (* 1174)
- 1647 – Bonaventura Cavalieri itáliai matematikus, polihisztor (* 1598)
- 1718 – XII. Károly svéd király (* 1682)
- 1755 – Johann Elias Bach német zeneszerző (* 1705)
- 1774 – Beer Frigyes Vilmos magyar evangélikus lelkész és iskolaigazgató (* 1691)
- 1817 – Bruna Xavér Ferenc magyar jezsuita rendi egyetemi tanár (* 1745)
- 1837 – Cselkó István, a Pozsonyi Királyi Jogakadémia tanára, több megye táblabírája (* 1773)
- 1854 – Gyulai Gaál Miklós magyar honvéd tábornok (* 1799)
- 1864 – Cserkuthi József magyar piarista rendi tanár (* 1816)
- 1887 – Chernel Ferenc magyar újságíró (* 1823)
- 1891 – Hunfalvy Pál magyar nyelvész, etnológus, történetíró (* 1810)
- 1900 – Oscar Wilde angol író, költő (* 1854)
- 1921 – Hermann Schwarz német matematikus, a  Zürichi Műszaki Egyetem, majd a Göttingeni Egyetem professzora (* 1843).
- 1935 – Fernando Pessoa portugália költő (* 1888)
- 1938 – Corneliu Zelea Codreanu, a szélsőjobboldali román Vasgárda vezetője (* 1899)
- 1944 – Szomory Dezső magyar író, drámaíró (* 1869)
- 1947 – Ernst Lubitsch német születésű amerikai filmrendező (* 1892)
- 1954 – Wilhelm Furtwängler német karmester (* 1886)
- 1957 – Beniamino Gigli olasz operaénekes (tenor) (* 1890)
- 1959 – R. Vozáry Aladár kárpátaljai magyar újságíró, lapszerkesztő, nemzetiségi politikus, magyarországi kormányfőtanácsos, országgyűlési képviselő (* 1895)
- 1973 – Dávid Károly Kossuth-díjas magyar építész (* 1903)
- 1979 – Metzradt Georgette magyar színésznő (* 1903)
- 1994 – Guy Debord(wd) francia marxista teoretikus, író, filmrendező (* 1931)
- 1995 – Gyarmati István romániai magyar színész (* 1929)
- 1997 – Würtzler Arisztid magyar–amerikai hárfaművész, a New York Harp Ensemble alapító tagja (* 1925)
- 1998 – Szabó Ottó Jászai Mari-díjas magyar színész (* 1920)
- 2011 – Kemény Henrik Kossuth-díjas magyar bábművész (* 1925)
- 2013 – Paul Walker amerikai színész (* 1973)
- 2014 – Balikó Tamás magyar színész, rendező, színházigazgató (* 1958)
- 2016 – Lendvay Kamilló Kossuth-díjas magyar zeneszerző, egyetemi tanár (* 1928)
- 2018 – George H. W. Bush az Amerikai Egyesült Államok 41. elnöke (* 1924)
- 2021 – Ambrus Kyri magyar táncdalénekesnő, rádiós műsorvezető (* 1945)
- 2023 − Shane MacGowan ír zenész, énekes-dalszerző, gitáros (The Pogues) (* 1957)

## Nemzeti ünnepek, emléknapok, világnapok
- Barbados a függetlenség napja (1966)
- Jemen: a függetlenség napja (1967), az utolsó brit katona távozásának napja.
- Szent András napja Romániaban. Szent András Románia védőszentje.

→Sablonvita:Ünnepek/11-30:
- Szent András apostol ünnepe a katolikus egyházban [1]
- András-nap, nemzeti ünnep Skóciában[2][3]